# NGC 4793
NGC 4793 este o hi (21cm) source⁠(d) situată în constelația Părul Berenicei. A fost descoperită în 11 aprilie 1785 de către William Herschel. Se află la o distanță de 29,92 de megaparseci de Pământ.